# 박지혜 (바이올린 연주자)
박지혜(1985년~)는 대한민국의 바이올리니스트이자 연세대학교 겸임교수, 스타트업 대표, 14세 독일 마인츠 시립 오케스트라와 유럽 순회공연으로 데뷔했다. 독일에서 태어나 바이올리니스트 어머니로부터 바이올린을 배운 것으로 바이올린 연주 활동을 시작했다. 2015 중앙 음악 콩쿠르 심사위원을 역임했던 그는 연주 활동 외에도 유네스코 한국 위원회, 여수시 2012 세계 박람회 홍보 대사와 G20 국가 홍보 정책 자문 위원단에 임명되었다.

## 음반 목록
- Holy Lord
- 소리로 빛을 빚어
- 섬집아기..